# جرسيف باربل
جرسيف باربل هو نوع من الأسماك، وهو مستوطن في نهر ملوية في المغرب.